# Kto sieje wiatr

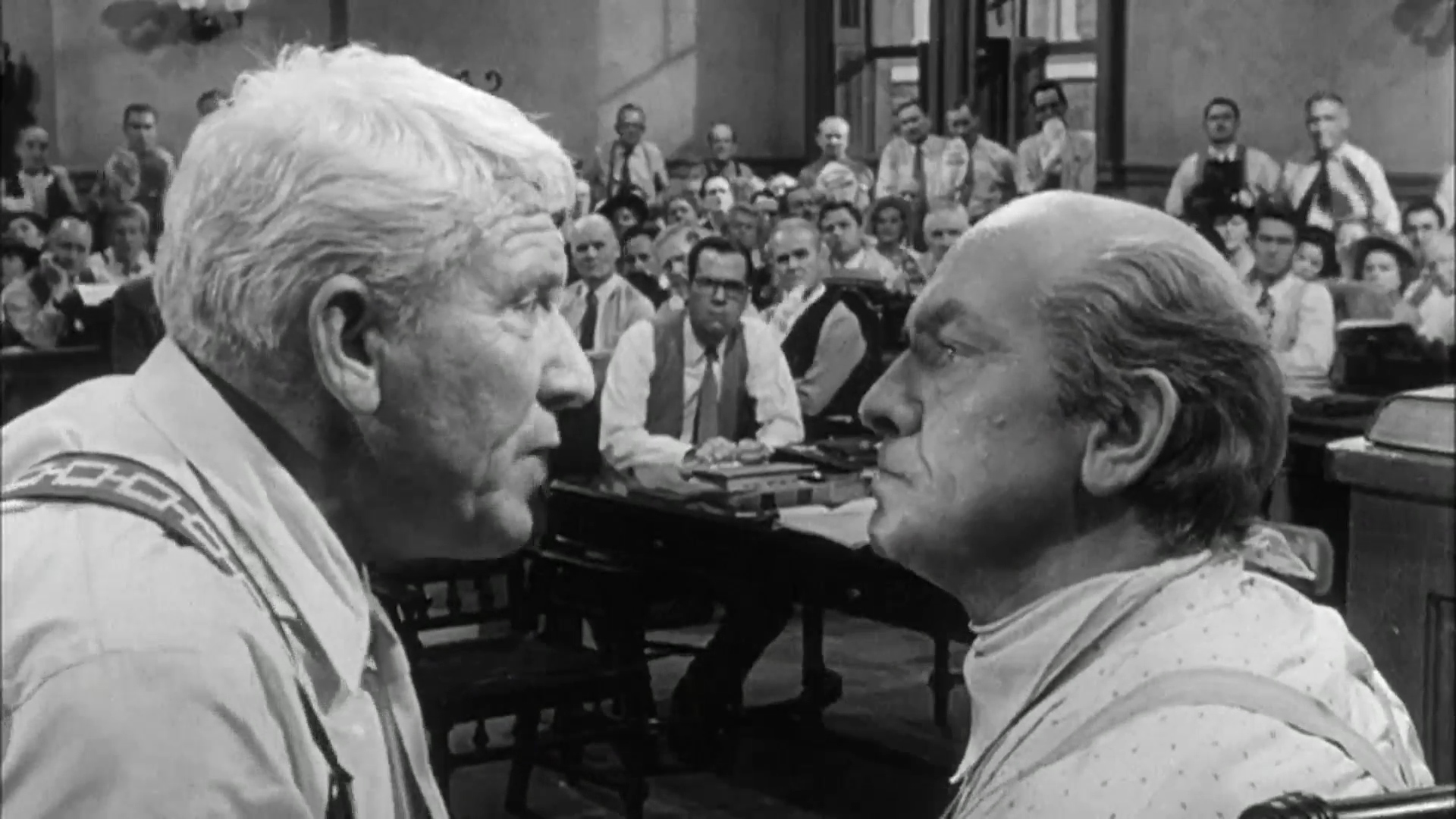
Kadr z filmu z 1960 r.

Kto sieje wiatr (tyt. oryg. Inherit the Wind) – sztuka teatralna inspirowana przez tzw. małpi proces. Sztukę napisali Jerome Lawrence i Robert Edwin Lee. Premiera odbyła się na Broadwayu w styczniu 1955. Na podstawie tej sztuki powstały trzy filmy telewizyjne.
- W 1960 pełnometrażowy film w reżyserii Stanleya Kramera, ze Spencerem Tracym w roli obrońcy Drummonda i Fredriciem Marchem w roli prokuratora Bradyego[1]. Film został nominowany do Oscara i Złotego Niedźwiedzia.

- W 1988 film w reżyserii Davida Greene, z Jasonem Robardsem w roli obrońcy Drummonda i Kirkiem Douglasem w roli prokuratora Bradyego[2]

- W 1999 film w reżyserii Daniela Petriego, z Jackiem Lemmonem w roli obrońcy Drummonda i George’em Scottem w roli prokuratora Bradyego[3]

Sztuka i filmy są raczej komentarzem niż dokładnym opisem zdarzeń historycznych. Ich celem była krytyka maccartyzmu poprzez analogię historyczną.